# Publius Tullius Marsus
Publius Tullius Marsus war ein römischer Senator und im Jahr 206 zusammen mit Marcus Caelius Faustinus Suffektkonsul.
Marsus und sein Kollege Faustinus waren bis zum Fund eines Militärdiploms völlig unbekannt gewesen. Senatoren oder auch Ritter prokuratorischen Ranges mit dem Gentilnamen Tullius sind aus dem späteren 2. oder dem Anfang des 3. Jahrhunderts kaum bekannt. Lediglich ein Tullius Menophilus war vor dem Jahr 238 zum Konsulat gekommen, von dessen verwandtschaftlichen Verbindungen aber nichts überliefert ist. Doch lässt der Name einer clarissima femina, Tullia Marsilla Quentinia Rossia Rufina Rufia Procula, die in einer Inschrift aus Bolsena erscheint, möglicherweise eine Verbindung erkennen. Die senatorische Frau ist sicher nicht vor das Ende des 2. Jahrhunderts zu datieren und hängt vielleicht mit der in traianisch-antoninischer Zeit zu höchstem Rang aufgestiegenen Familie der Tullii Varrones aus Tarquinia zusammen, ganz gewiss jedoch mit der volsiniesischen Familie der Rufii, die seit dem 2. Jahrhundert eine dominierende Stellung in dieser Stadt einnahm.
Marsus ist nach den Tullii Varrones der einzige bisher bekannte senatorische Tullius mit dem Pränomen Publius, sein Cognomen Marsus darf man wohl mit dem Cognomen von Tullia Marsilla verbinden. Somit ist zu vermuten, dass Marsus mit der tarquiniesischen Familie der Tullii Varrones verwandtschaftlich verbunden war und aus Etrurien kommen könnte, ohne dass freilich präzisere genealogische Verbindungen herzustellen sind. Immerhin scheint der neue Suffektkonsul ein Beispiel dafür zu sein, wie eine senatorische Familie nach einigen Generationen, in denen keines ihrer Mitglieder im Senat bekannt ist, wieder im politischen Getriebe Roms auftaucht.